# Sven Beckert

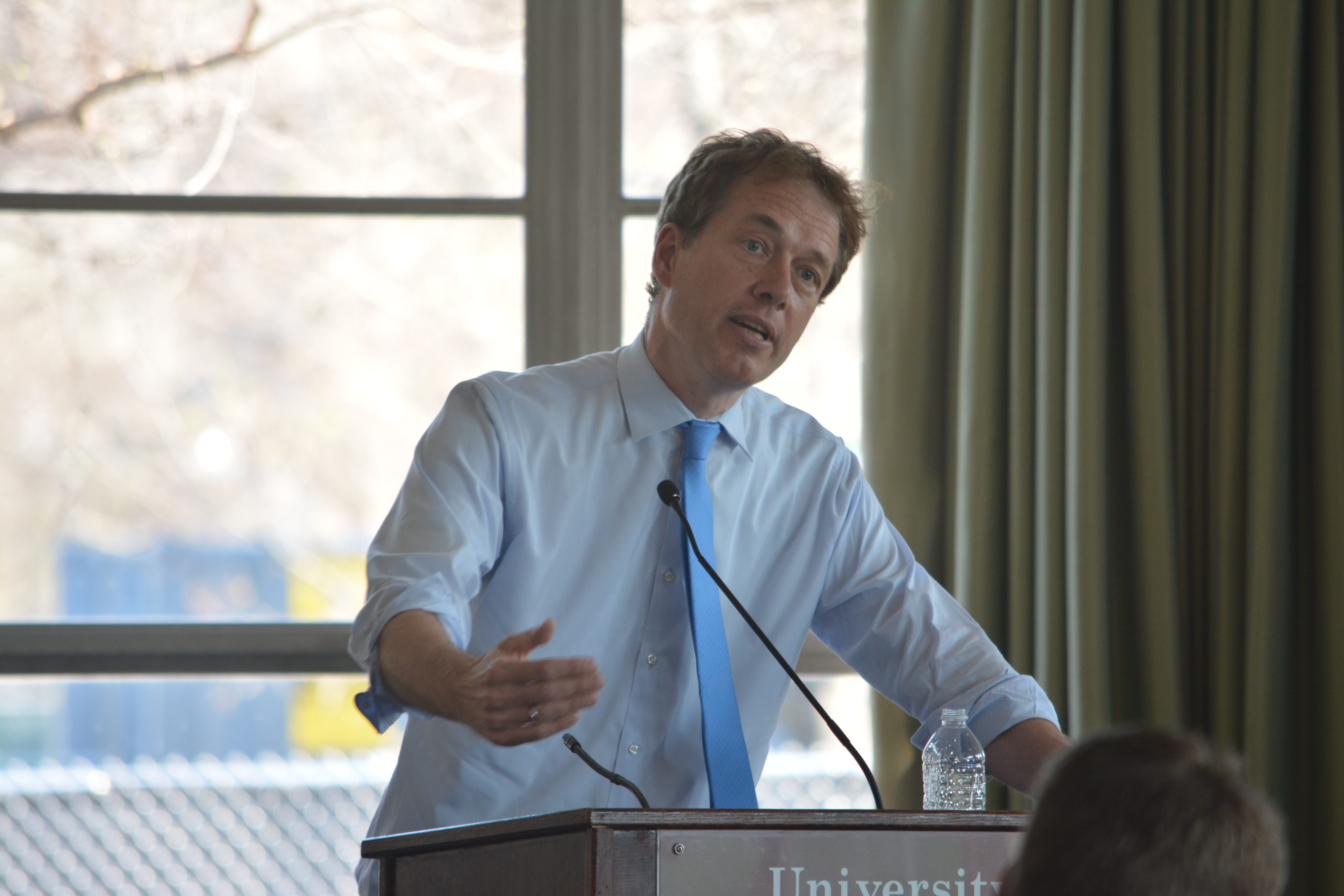
Sven Beckert (2016)

Sven Beckert (* 1965 in Offenbach am Main) ist ein deutscher Historiker. Er beschäftigt sich vor allem mit der Geschichte der Vereinigten Staaten im 19. Jahrhundert, der Geschichte des Kapitalismus und Globalgeschichte. Beckert ist Laird Bell Professor of History an der Harvard University.
Beckert ist der Bruder des Soziologen Jens Beckert. Beckert studierte Geschichte, Soziologie und Politikwissenschaften an der Universität Hamburg und an der Columbia University in New York City, wo er promoviert wurde. Er wurde von der Studienstiftung des deutschen Volkes gefördert. Danach arbeitete er als Newcomen Fellow an der Harvard Business School und akzeptierte im Anschluss den Ruf als Assistant Professor an die Harvard University. 1999 erhielt er den Wissenschaftspreis der Aby-Warburg-Stiftung. Im Jahr 2000 wurde Beckert zum Dunwalke Associate Professor, 2003 zum Full Professor befördert. Seit 2008 ist er Laird Bell Professor of History. Im selben Jahr war Beckert Fellow am Freiburg Institute for Advanced Studies. 2011 erhielt er ein Guggenheim-Stipendium, 2018 war er Fellow am Netherlands Institute for Advanced Studies. 2015 wurde er für Empire of Cotton mit dem Bancroft-Preis ausgezeichnet. 2017 gewann er den Premio Cherasco Storia mit L'Impero del Cotone. Sven Beckert ist Vizevorsitzender der Weatherhead Initiative on Global History und des Program on the Study of Capitalism.
2022 wurde Beckert in die American Academy of Arts and Sciences gewählt.

## Publikationen
- Empire of Cotton. A Global History. Knopf, New York 2015, ISBN 978-0-375-41414-5.
  - deutsch: King Cotton. Eine Globalgeschichte des Kapitalismus. Übersetzt von Annabell Zettel und Martin Richter. Beck, München 2014, ISBN 978-3-406-65921-8, 3. Aufl. 2015.
- The Monied Metropolis. New York City and the Consolidation of the American Bourgeoisie, 1850–1896. Cambridge University Press, Cambridge 2001.
- mit Julia Rosenbaum (Hrsg.): The American Bourgeoisie. Distinction and Identity in the Nineteenth Century. Palgrave Macmillan, New York 2010.
- mit Seth Rockman (Hrsg.): Slavery's Capitalism: A New History of American Economic Development. University of Pennsylvania Press, Philadelphia 2017.
- mit Dominic Sachsenmaier (Hrsg.): Global History, Globally. Bloomsbury, London 2018.
- mit Christine Desan (Hrsg.): American Capitalism: New Histories. Columbia University Press, New York 2018
- Bis zu diesem Punkt und nicht weiter: Arbeitsalltag während des Zweiten Weltkriegs in einer Industrieregion Offenbach-Frankfurt. Verlag für Akademische Schriften, Frankfurt am Main 1990, ISBN 3-88864-009-1.